# Ihsan

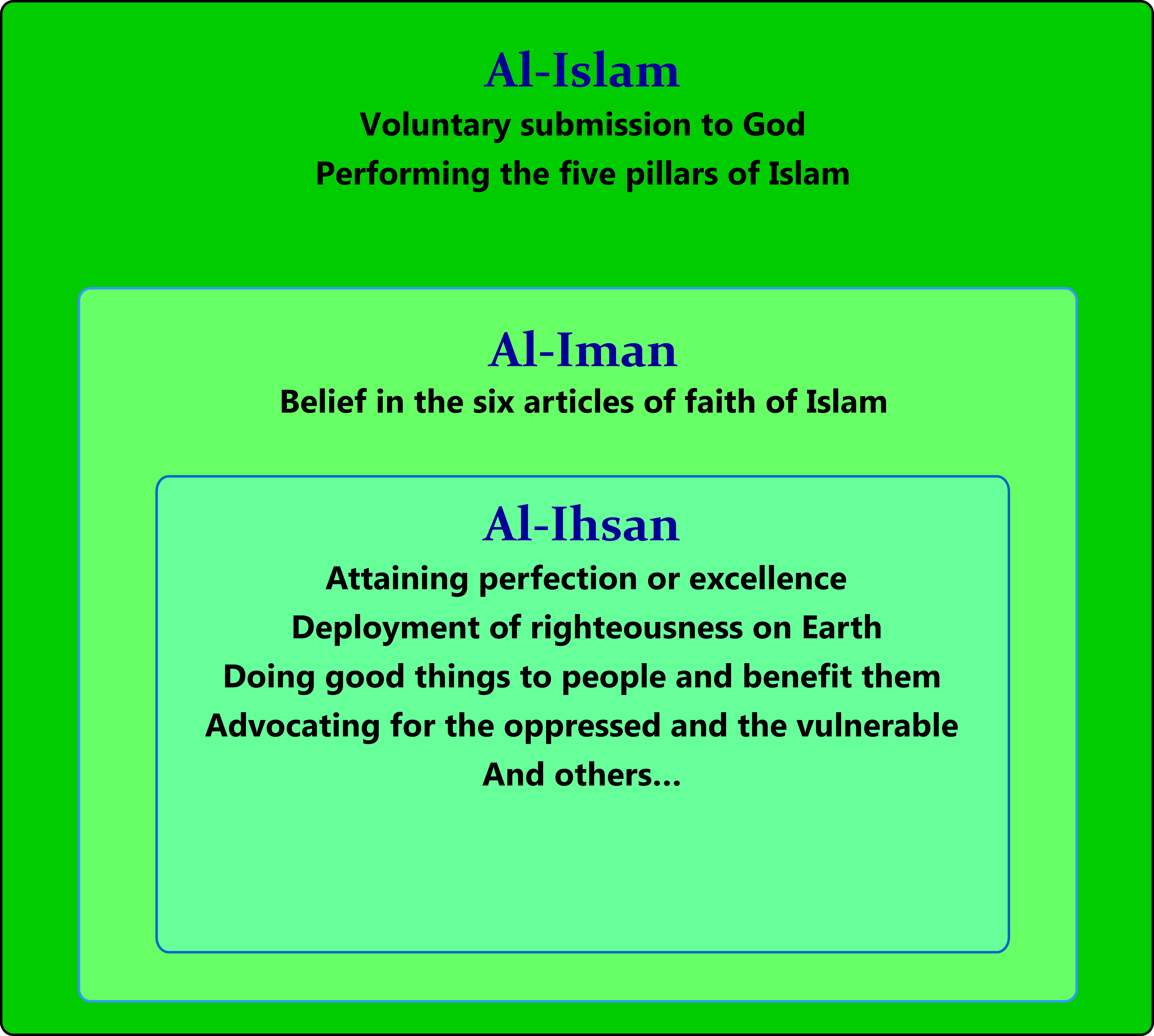
Diagrama (em inglês) das três dimensões do islã

Ihsan (árabe: إحسان ʾiḥsān, também romanizado ehsan), é um termo árabe que significa "fazer coisas bonitas", "embelezamento", "perfeição" ou "excelência" (árabe: husn, lit. 'beleza'). Ihsan é uma questão de tomar a fé interior (iman) e mostrá-la tanto em ações quanto em atos, um senso de responsabilidade social nascido de convicções religiosas.

## Significado
No islamismo, Ihsan é a responsabilidade muçulmana de obter perfeição, ou excelência, na adoração, de modo que os muçulmanos tentam adorar a Deus como se O vissem, e embora não possam vê-Lo, eles sem dúvida acreditam que Ele está constantemente cuidando deles. Essa definição vem do Hádice de Gabriel no qual Muhammad afirma: "[Ihsan é] adorar a Deus como se você O visse, e se você não pode vê-Lo, então de fato Ele o vê". (Al-Bukhari e Al-Muslim). De acordo com o hádice de Muhammad "Deus escreveu ihsan em tudo".

## Em relação aoislame aoiman
Ihsan é uma das três dimensões da religião islâmica (ad-din):
- Islam – submissão voluntária a Deus, expressa na prática dos cinco pilares do islamismo.
- Iman – crença nos seis artigos de fé.
- Ihsan – atingir a perfeição ou excelência na implantação da retidão na Terra. Isso inclui fazer coisas boas para o benefício dos outros, como apoiar os oprimidos e vulneráveis.

Em contraste com as ênfases do islam (o que se deve fazer) e do iman (por que se deve fazer), o conceito de ihsan é primariamente associado à intenção. Aquele que "faz o que é bonito" é chamado de muhsin. É geralmente sustentado que uma pessoa só pode atingir o verdadeiro Ihsan com a ajuda e orientação de Deus, que governa todas as coisas. Enquanto tradicionalmente os juristas islâmicos se concentraram no islam e os teólogos no iman, os sufis concentraram sua atenção no ihsan. Aqueles que são muhsin são um subconjunto daqueles que são mu'min, e aqueles que são mu'min são um subconjunto dos muçulmanos:

Da discussão anterior deve ficar claro que nem todo muçulmano é um homem ou mulher de fé (mu'min), mas toda pessoa de fé é um muslim. Além disso, um muçulmano que acredita em todos os princípios do islamismo pode não ser necessariamente uma pessoa justa, um praticante do bem (muhsin), mas uma pessoa verdadeiramente boa e justa é tanto um muslim quanto uma verdadeira pessoa de fé.— Mahmoud M. Ayoub
Alguns estudiosos islâmicos explicam ihsan como sendo a dimensão interna do islamismo, enquanto a sharia é frequentemente descrita como a dimensão externa. Ihsan "constitui a mais alta forma de adoração" (ibadah). É excelência no trabalho e nas interações sociais. Por exemplo, ihsan inclui sinceridade durante as orações muçulmanas e ser grato aos pais, à família e a Deus.